# Jacques Massu
Jacques Émile Massu (Châlons-sur-Marne, 5 maggio 1908 – Conflans-sur-Loing, 26 ottobre 2002) è stato un generale francese.
Combatté nella seconda guerra mondiale, nella prima guerra in Indocina, nella guerra d'Algeria e nella crisi di Suez. Guidò le truppe francesi nella battaglia di Algeri, prima sostenendo e poi denunciando il loro uso della tortura.

## Biografia

### Primi anni
Jacques Massu nacque a Châlons-sur-Marne da una famiglia di ufficiali militari; suo padre era un ufficiale di artiglieria. Studiò successivamente al Saint-Louis de Gonzague a Parigi, a Gien (1919-1925) e al Prytanée national militaire (1926-1928). Entrò quindi alla scuola militare di Saint-Cyr e si diplomò nel 1930 come sottotenente nella classe di promozione "Maresciallo Foch" e scelse la fanteria coloniale.
Tra l'ottobre 1930 e l'agosto 1931 prestò servizio nel 16º reggimento senegalese fucilieri (16° RTS) a Cahors. Fu inviato in Marocco con il 5° RTS e prese parte ai combattimenti intorno a Tafilalet dove ottenne la sua prima menzione. Fu promosso tenente nell'ottobre 1932 e prese parte alle operazioni in Alto Atlante, guadagnandosi una nuova menzione.
Nel 1934 Massu fu trasferito al 12° RTS a Saintes, nella Charente Marittima. Prestò servizio in Togo dal gennaio 1935 al febbraio 1937 svolgendo compiti militari e civili nella regione Konkomba. Quindi fu di stanza in Lorena con il 41° RMIC fino al giugno 1938, quando fu inviato in Ciad a comandare la suddivisione di Tibesti con quartier generale a Zouar.

### Seconda guerra mondiale
Era stanziato in Africa quando scoppiò la seconda guerra mondiale, e aderì alle forze francesi libere. Prese parte alla battaglia del Fezzan con le truppe corazzate del generale Leclerc. Nel 1941 fu a capo del battaglione di marcia del Ciad. Ebbe l'incarico di tenente colonnello nella 2ª divisione corazzata (2e DB) fino alla fine della guerra.

### Indocina
Nel settembre 1945 sbarcò a Saigon e prese parte alla riconquista della città e del sud dell'Indocina.
Massu prese il comando di una forza di fanteria meccanizzata della 2e DB denominata Groupement Massu, composta da uno squadrone di ricognizione con auto blindate M8 Greyhound del settimo squadrone, il primo reggimento di marcia di Spahis marocchini; uno squadrone di carri leggeri M5A1 Stuart della prima Compagnia, il 501º reggimento di carri da combattimento, una forza di fanteria provvisoria del 4º battaglione, il reggimento di marcia del Ciad e il reggimento blindato dei fucilieri di marina della Marina militare francese, con semicingolati M3; e gli elementi ingegneristici del 71º battaglione del genio. Questa forza sbarcò a Saigon tra il 10 e il 15 ottobre 1945 e fu immediatamente schierata per riconquistare Mỹ Tho nel delta del Mekong dal Viet Minh.

### Egitto
Nel 1956 la 10ª divisione paracadutisti fu inviata in Egitto per riprendere il canale di Suez durante la crisi di Suez. La decima divisione paracadutisti sbarcò a Raswa, che aveva il problema di essere una piccola zona di lancio circondata dall'acqua, ma Massu assicurò che questo non era un problema insolubile per i suoi uomini. 500 paracadutisti pesantemente armati del 2º reggimento paracadutisti coloniale francese (2ème RPC), riassegnati in tutta fretta dopo i combattimenti in Algeria, saltarono sui ponti di al-Raswa dai Nord 2501 Noratlas della Squadriglia di Trasporto (ET) 1/61 e ET 3/61, insieme ad alcuni ingegneri da combattimento della Compagnia indipendente di guardie paracadutata.
Nonostante la perdita di due soldati, il ponte occidentale fu rapidamente messo in sicurezza dai paracadutisti, e i F4U Corsair dell'Aéronavale 14.F e 15.F compirono una serie di missioni di supporto aereo ravvicinato, distruggendo diversi cacciacarri SU-100. Gli F-84F colpirono anche due grandi serbatoi di stoccaggio di petrolio a Port Said, che andarono in fiamme e coprirono la maggior parte della città in una densa nuvola di fumo per diversi giorni. La resistenza egiziana reagiva in modo diverso, con alcune posizioni che rispondevano fino a farsi distruggere, mentre altre furono abbandonate con poca resistenza. I paracadutisti francesi assaltarono e conquistarono l'acquedotto di Port Said quella stessa mattina, un obiettivo importante da controllare in una città nel deserto. Il reggimento del colonnello Chateau-Jobert fece seguito a questo successo iniziando un attacco a Port Fuad.  Derek Varble, lo storico militare statunitense, scrisse in seguito "Il supporto aereo e i fieri assalti francesi resero i combattimenti a Port Fuad una battaglia a senso unico".  Durante i combattimenti nella zona del canale i paracadutisti francesi spesso mettevano in pratica il loro codice "nessun prigioniero" e uccidevano i prigionieri di guerra egiziani.

### Algeria
Generale di brigata nel giugno 1955, Massu comandava il gruppo paracadutista d'intervento e dal 1956 la 10ª divisione paracadutisti. La divisione di Massu fu inviata in Algeria in risposta a un'ondata di attacchi armati e attentati terroristici coordinati dal FLN algerino. Massu alla fine vinse la battaglia di Algeri nel 1957, durante la quale le forze francesi furono in grado di identificare e arrestare i capi del FLN ad Algeri applicando con successo metodi coercitivi di interrogatorio e di vera e propria tortura sui membri delle cellule subordinate. Nel luglio 1958 fu promosso generale di divisione e assunse la guida del corpo d'armata di Algeri, nonché funzioni di prefetto per la regione di Algeri.
Si diceva che Massu ammettesse volentieri l'uso della tortura su sospetti membri del FLN. Tuttavia, insisteva nel dire che non avrebbe mai sottoposto nessuno a un trattamento senza averlo prima provato su se stesso.
Nel film di Gillo Pontecorvo del 1966 La battaglia di Algeri, una controversa rappresentazione degli eventi di Algeri tra il 1954 e il 1957, proibita in Francia per cinque anni dopo la sua uscita per presunte tendenze filo-algerine, il principale personaggio francese col. Mathieu è basato su Massu e su molti dei suoi subordinati, probabilmente anche Roger Trinquier e Marcel Bigeard.

### Colpo di stato del 1958
A metà aprile 1958 cadde il governo francese di Félix Gaillard, lasciando un vuoto di potere. L'instabilità e l'inefficacia della Quarta Repubblica era al suo culmine. A maggio, fu annunciato che il presidente del consiglio designato era Pierre Pflimlin, il quale si era dichiarato convinto della necessità di avviare trattative con il FLN per porre fine alla guerra in Algeria. Il 13 maggio, giorno prima dell'insediamento ufficiale del governo Pflimlin, elementi di destra presero il potere ad Algeri e chiesero un governo di pubblica sicurezza guidato dal generale de Gaulle. Massu divenne presidente del comitato per la sicurezza pubblica e uno dei capi della rivolta. I golpisti minacciarono di condurre un assalto a Parigi, coinvolgendo paracadutisti e forze corazzate con base a Rambouillet, a meno che Charles de Gaulle non fosse messo a capo della Repubblica. De Gaulle annunciò che avrebbe potuto assumere la guida della Francia a condizione che fosse adottata una nuova costituzione , istituendo una forte presidenza in cui un unico governo, il primo dei quali doveva essere di de Gaulle, avrebbe governato per periodi di sette anni. Questi cambiamenti furono introdotti e nacque la Quinta Repubblica.

Il 14 gennaio 1960 Massu diede un'intervista al quotidiano tedesco Süddeutsche Zeitung in cui dichiarò:
L'esercito ha il potere. Non lo mostrava ancora, perché l'opportunità non si presentava. Ma l'esercito userà il suo potere in una precisa occasione (...) incoraggia i coloni a costituire organizzazioni paramilitari e fornisce loro armi.

### Ultimi anni
Dopo le sue critiche alla politica di de Gaulle nel 1960, Massu fu rimosso dalla sua posizione di governatore militare di Algeri. Nel 1962 divenne governatore militare di Metz e della Sesta regione militare in Francia. Fu promosso a generale di corpo d'armata (4 stelle) nel 1963. Nel marzo del 1966 divenne generale d'armata (5 stelle) e divenne capo delle forze francesi in Germania. Il 29 maggio 1968 de Gaulle andò a trovarlo nella sua sede di Baden-Baden durante gli eventi del maggio 1968. Massu assicurò a de Gaulle il suo appoggio. Alcune fonti riportano che si discusse anche di un'amnistia a favore degli ex appartenenti all'OAS, già parzialmente introdotta negli anni precedenti, e che fu estesa da una legge del luglio 1968.

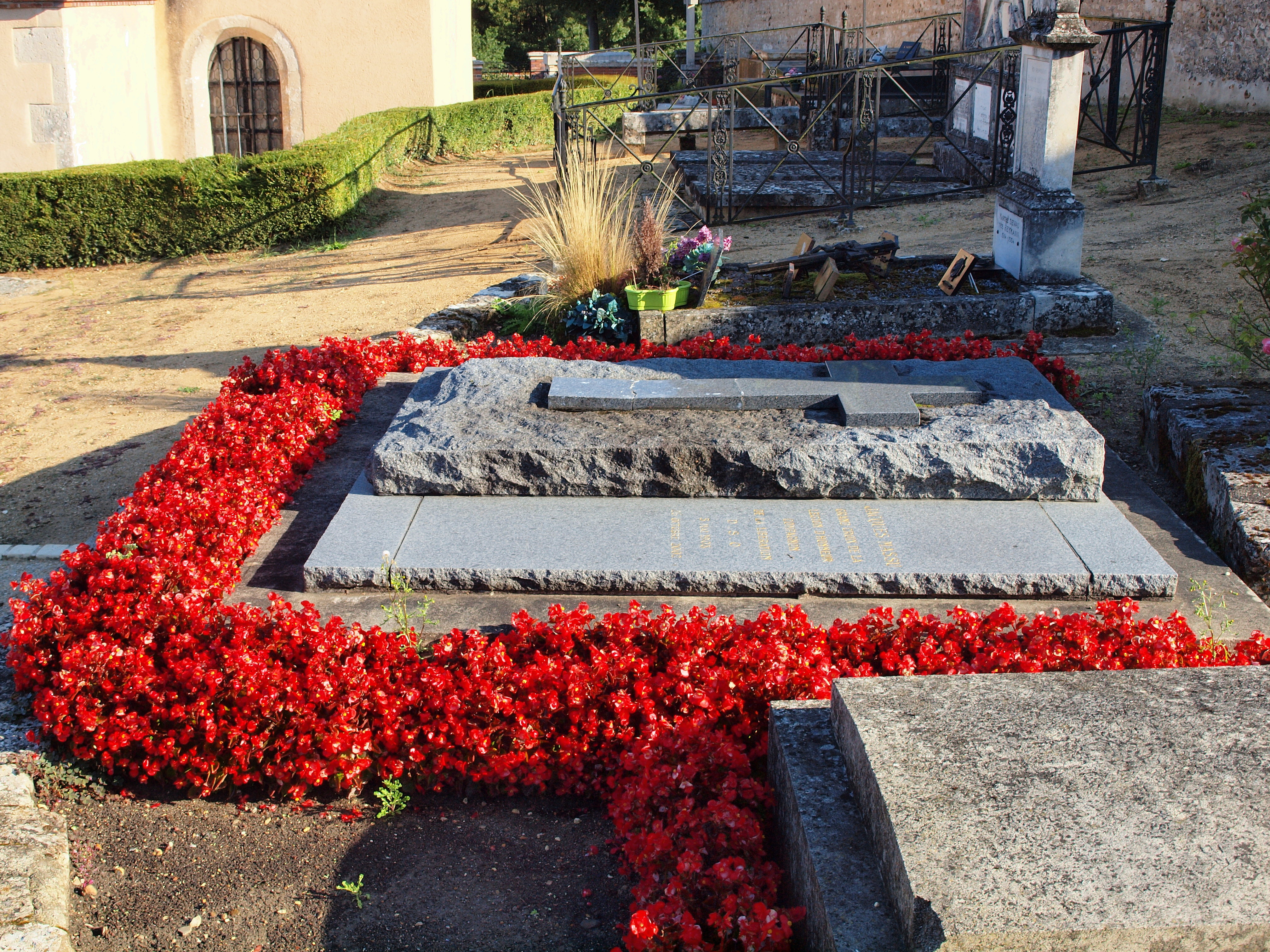
Tomba.

Massu si ritirò dal servizio militare nel luglio 1969 e trascorse il resto della sua vita nella sua casa di Conflans-sur-Loing, a scrivere le sue memorie. Il 15 giugno 2000 Louisette Ighilahriz, una donna che era stata membro del FLN, accusò Massu e Marcel Bigeard, in un'intervista pubblicata sul quotidiano Le Monde, di essere presenti quando fu torturata e violentata da militari francesi in una prigione militare di 1957. Ighilahriz si era fatta avanti con la sua storia perché voleva ringraziare un certo "Richaud", un medico dell'esercito della prigione, per averle salvato la vita, dicendo che il dottor Richaud era un uomo molto gentile che aveva sempre curato le sue ferite. Massu rispose a Le Monde che "la tortura faceva parte di un certo stato di cose ad Algeri nel 1957". Massu negò di essere presente quando Ighilahriz fu torturata e violentata, dicendo che non riusciva a ricordarla, ma espresse "rammarico" per il fatto che i paracadutisti avessero commesso torture e avessero usato lo stupro come strumento di interrogatorio, dicendo che c'erano cose che erano successe e che avrebbe voluto che non fossero mai successe, in Algeria. Bigeard, al contrario, definì la storia di Ighilahriz un "tessuto di bugie" progettato per "distruggere tutto quello che c'è di decente in Francia", continuando a dire che questo "Richaud" non era mai esistito. Bigeard fu contraddetto da Massu, che confermò l'esistenza di "Richaud", dicendo che Ighilahriz si riferiva al dottor François Richaud che era stato il medico di stanza nella prigione nel 1957.
Massu morì a Conflans-sur-Loing il 26 ottobre 2002, all'età di 94 anni.

## Citazioni
- "Datemi due divisioni e domani potete fare colazione nel boulevard Saint Germain" (a De Gaulle, maggio '68 circa)
- "Sono un soldato, obbedisco"
- probabilmente apocrifa: Charles de Gaulle: "Allora, Massu, sei ancora stupido?". La risposta di Jacques Massu: "Ancora un gollista, generale!"